# Perilampus prothoracicus
Perilampus prothoracicus är en stekelart som beskrevs av Smulyan 1936. Perilampus prothoracicus ingår i släktet Perilampus och familjen gropglanssteklar. Inga underarter finns listade i Catalogue of Life.